# Szombierki Bytom
Towarzystwo Sportowe Szombierki Bytom je polský fotbalový klub z města Bytom (Szombierki je jméno bytomské čtvrti). Založen byl roku 1919. Vysokou výkonnost měl klub v 60.- 80. letech 20. století, dnes hraje nižší soutěže. Jednou se stal polským mistrem (1979/80), jednou skončil druhý (1964/65), jednou třetí (1980/81). Dvakrát zasáhl do evropských pohárů. V sezóně 1980–81 nejprve vyřadil v 1. kole Poháru mistrů evropských zemí turecký Trabzonspor, aby v kole druhém ztroskotal na CSKA Sofia. V sezóně 1981-82 vypadl v 1. kole Poháru UEFA s nizozemským Feyenoordem Rotterdam.